# Cronologia istoriei Franței
Aceasta este o cronologie a istoriei Franței.
| An                   | Eveniment |
| -------------------- | --- |
| 200 000 ani          | Omul de Neanderthal pătrunde pe teritoriul francez |
| 43 000-30 000 de ani | Homo sapiens pătrunde în Franța. Sunt realizate picturile rupestre din peștera din Lascaux. Specia oamenilor de Neanderthal dispare. |
| 600 î.Hr.            | Ionienii greci din Phocaea au fondat colonia Massalia (Marsilia) pe plaja mediteraneană din Franța sudică. |
| 390 î.Hr.            | Invazia galilor |
| 387 î.Hr.            | Bătălia de la Allia și ulterior jefuirea Romei de către gali. |
| 58 î.Hr. - 50 î.Hr.  | Războiul cu galii |
| 52 î.Hr.             | Răscoala lui Vercingetorix în Galia Bătălia de la Alesia - Caesar îl înfrânge pe rebelul gal Vercingetorix, desăvârșind cucerirea romană a Galliei |
| 51 î.Hr.             | Galia, provincie romană până la Rin |
| 46 î.Hr.             | Vercingetorix este spânzurat la parada triumfală a lui Cezar |
| 260                  | Imperiul Galic a fost fondat de Postumus, în urma invaziilor barbare și instabilități de la Roma, incluzând teritorii din Germania, Galia, Britania și Hispania. |
| 274                  | Imperiul Gallic este desființat după Bătălia de la Châlons, iar teritoriile sunt recuperate de Imperiul Roman. |
| 406                  | Frontiera de est a Imperiului Vestic a intrat în colaps după invazia suevilor, alanilor și vandalilor, care traversează Rinul înghețat și intră în Galia. |
| 451                  | Hunii conduși de Attila sunt învinși de coaliția formată din trupele romane și forțele vizigote, în Bătălia de la Chalons. |
| 481                  | Clovis I devine regele francilor vestici după moartea lui Childeric I. |
| 486                  | Clovis îl învinge pe Syagrius și cucerește ultimele teritorii rămase Imperiului Roman de Apus |
| 491                  | Regele Clovis învinge și cucerește Regatul Thuringia din Germania |
| 494                  | Galia nordică este unită sub domnia regelui franc Clovis I. Ia naștere dinastia Merovingiană. |
| 732                  | Bătălia de la Tours. Aproape de Poitiers, conducătorul francilor, Carol Martel și oamenii lui înving o armată mare de mauri conduși de guvernatorul de Cordoba, Abdul Rahman Al Ghafiqi, care este ucis în timpul luptei. Bătălia de la Tours opreste avansarea Islamului în Europa de Vest și stabilește un echilibru de putere între Europa de Vest, Imperiul Islamic și Imperiul Bizantin. |
| 768                  | Pepin cel Scurt moare; Carol devine rege la Noyan și fratele său Carloman devine rege de Soissons. |
| 772 - 804            | Carol cel Mare invadează ceea ce este acum nord-vestul Germaniei, se luptă cu saxonii și anexează Saxonia în Imperiul Franc. |
| 800                  | În ziua de Crăciun, Carol cel Mare este încoronat ca Împărat Roman de către Papa Leon al III-lea. |
| 843                  | Cei trei fii ai lui Ludovic cel Pios ajung la un acord cunoscut sub numele de Tratatul de la Verdun; ei au împărțit imperiul Carolingian în trei: Francia de Est a fost dată lui Ludovic Germanul, Francia de Vest lui Carol cel Pleșuv și Francia Mijlocie lui Lothar I. |

### Secolul al XIX-lea
- 1814-Ludovic al XVIII-lea restaureaza monarhia bourbona si impune Charta Constitutionala
- 1815-Napoleon revine timp de 100 de zile la conducere, este infrant la Batalia de la Waterloo si este exilat pe insula Sf. Elena
- 1820-asasinarea ducelui de Berry, fiul Contelui d'Artois
- 1824-moare Ludovic al XVIII-lea, Contele d'Artois devine regele Carol al X-lea
- 1825-Carol al X-lea se incoroneaza in Catedrala de la Reims, este emisa Legea Milardului-600 de milioane de franci sunt acordati celor care au suferit de pe urma revolutiei
- 1827-este desfiintata Garda Nationala
- 1830-in urma alegerilor în care se dorea un regim parlamentar, Carol al X-lea face uz de prerogative  : dizolvă parlamentul, modifică legea electorală, fixează noi alegeri, elimină libertatea de expresie.
- iulie 1830: izbucneste revolutia, Armata Regală este obligată să se retragă, Curtea regală se retrage și pleacă din Paris. Regele Carol al X-lea abdica, noul rege devine Ludovic Filip
- 1830-1835 – frământări, conflicte grave, apar legitimistii care doreau revenirea Bourbonilor si republicanii deceptionati
- 1831-apare  Legiunea Străină in urma razboiului din Algeria
- 1832 – are loc o tentativă de insurecție regalistă, care a fost descoperită, anihilată
- 1832 - este construită prima linie feroviară
- 1835-are loc un atentat împotriva lui Louis Philippe, cu o bombă ce a făcut numeroase victime în rândul civililor
- 1837-Abd-el Kader este infrant
- 1841- este dată prima lege socială.
- 1842- este adoptată o lege despre cum se construiesc căile ferate
- 1848-in urma agitatiilor, Ludovic Filip renunta la tron, se și constituie o comisie care ar fi trebuit să medieze conflictele între angajatori și muncitori si se garantează dreptul la muncă al cetățeanului. Formarea unei Adunări Naționale Constituante; este introdus votul universal (masculin), ducând astfel masa electorală la aproximativ 9 milioane de oameni.Se proclama Republica a II-a, Napoleon Ludovic Bonaparte este ales presedinte
- 1850-partidul conservator a modificat legea electorală, din 1850 nemaiexistând vot universal, eliminând aproximativ 3 milioane de votanți
- decembrie 1851-lovitura de stat al lui Ludovic Napoleon, o largă majoritate a poporului este de acord cu modificările aduse Constituției
- 1852 –  turneu prin provincie întreprins de președinte, care ține o serie de discursuri în favoarea reinstaurării Imperiului
- 2 decembrie 1852-Franta redevine imperiu, Napoleon al III-lea este incoronat
- 1852 -s-a adoptat o legislație privind controlul presei, care era singurul mijloc prin care opoziția își făcea simțită prezența
- 1859 – este adoptată o lege amnistie, fiind amnistiați aproape toți cei care se opuseseră loviturii de stat din 1851
- 1863- apare Crédit Lyonnais
- 1864-apare Societe Generale
- 1864- s-a permis constituirea de sindicate și s-a acordat drept de grevă
- 1867 -deputații primesc drept de interpelare
- 1868-criza vitei de vie
- 1868- legile restrictive despre presă, cenzură   suferă modificări radicale, putând fi publicate ziare republicane, ziare de opoziție acerbă la adresa lui Napoleon III
- 1869- Gambetta vorbește despre separarea Bisericii de Stat
- mai 1870-Napoleon castiga ultimul plebiscit
- 1870-se declanseaza razboiul franco-prusac
- 4 septembrie 1870- regimul imperial se prăbușește, republicanii ocupă primăria Parisului și formează un guvern de uniune națională, proclamând republica fără rezistență
- ianuarie 1871- este semnat armistițiul, ulterior semnându-se pacea, guvernul părăsește Parisul, iar Garda Națională decide să se organizeze alegeri municipale; de aici se aleg membrii Consiliului Municipal
- mai 1871 – ofensiva guvernamentală împotriva Parisului; lupte de stradă, baricade,Săptămâna Sângeroasă-Comuna din Paris este invinsa, se proclama Republica a  Treia.
- 1872-  Banque des Pays Bas și Banque de Paris fuzioneaza si formeaza  Paribas
- 1873-  Mareșalul Macmahon   este ales presedinte
- 1879, guvernul prezintă președintelui Macmahon o listă cu generali cu simpatii monarhiste sau, să spunem, mai conservatori, care trebuiau înlăturați din armată, MacMahon refuza si demisioneaza
- 1881 – este adoptată o lege a presei (fără cenzură)
- 1880-1882 -au fost adoptate o serie de legi; protagonistul acestei legislații a fost prim-ministrul Jules Ferry.Este  infiintata Liga Patrioților (1882)
- 1884-toți senatorii aleși vor avea aceeași durată a mandatului.
- 1886- generalul Boulanger devine ministru de război.
- 1872 - lege adoptata care  interzice Armatei să facă politică; Boulanger este revocat
- 1889- Boulanger a fost ales cu o majoritate zdrobitoare.
- 1892-Afacerea Panama
- 1894 - Afacerea Dreyfus
- 1898- apare   Liga Drepturilor Omului
- 1899-Waldeck-Rousseau devine premier
- 1901-s-a adoptat o lege asupra asociațiilor; ordinele (călugărești) și congregațiile (de călugărițe), pe baza legii din 1901, trebuie să își depună din nou cererile pentru a fi recunoscute
- 1902- se organizează noi alegeri, câștigate de o coaliție electorală situată și mai la stânga, condusă de Emile Combes,
- 1904 -Jaures creează un ziar (pe care îl conduce): L’Humanite.
- 1905-Aristide Briand emite o lege de separare a bisericii de stat, se renunta la concordat, se desființează Bugetul Cultelor
- 1905- se formează Partidul Socialist Francez (SFIO; Secțiunea Franceză a Internaționalei Muncitorești)